# Sueños líquidos
Sueños líquidos é o quinto álbum de estúdio do conjunto musical mexicano Maná lançado pela gravadora  WEA Music em 14 de outubro de 1997. O álbum apresenta os sucessos "Clavado en Un Bar", "En el Muelle de San Blás", "Hechicera" e "Cómo Dueles en Los Labios" como as faixas de destaque.
Depois de seu lançamento pela primeira vez em mais de 36 países ao redor do mundo, o conjunto começou a receber atenção internacional forte, especialmente na Espanha e nos Estados Unidos, onde o álbum vendeu mais de 1 milhão de cópias. Foi gravado na cidade costeira de Puerto Vallarta.
Além de ter obtido um Grammy pela categoria de Melhor Álbum de Rock/Alternativo, ainda conquistou em 1999 no Premio Lo Nuestro a categoria de Álbum Pop do Ano juntamente da colombiana Shakira com ¿Dónde están los ladrones?, um fato raro nas premiações dois álbuns vencerem juntos a mesma categoria.
No encarte do disco, se reproduz uma obra do pintor Waldo Saavedra, que se inspirou para realizar a capa deste em uma imagem artística onde aparece seminua Letizia Ortiz, atual rainha consorte da Espanha.

## Faixas
| N.º | Título                          | Compositor(es) | Duração |  |
| 1.  | "Hechicera"                     | Fher,Alex      | 4:58    |  |
| 2.  | "Un Lobo Por Tu Amor"           | Fher, Alex     | 5:20    |  |
| 3.  | "Cómo Dueles en Los Labios"     | Fher           | 4:09    |  |
| 4.  | "Chamán"                        | Fher           | 5:11    |  |
| 5.  | "Tú Tienes Lo Que Quiero"       | Alex           | 4:38    |  |
| 6.  | "Clavado en Un Bar"             | Fher           | 5:10    |  |
| 7.  | "Róbame El Alma"                | Fher           | 4:03    |  |
| 8.  | "En el Muelle de San Blás"      | Fher, Alex     | 5:51    |  |
| 9.  | "La Sirena"                     | Fher           | 5:28    |  |
| 10. | "Me Voy A Convertir En Una Ave" | Fher           | 5:00    |  |
| 11. | "Cómo Te Extraño Corazón"       | Fher           | 5:12    |  |
| 12. | "Ámame Hasta que Me Muera"      | Sergio         | 4:30    |  |
| 13. | "Mr. Gruf" (faixa escondida)    | Sergio         | 0:45    |  |